# غرايم نيكلسون
غرايم نيكلسون هو فيلسوف كندي، ولد في 30 سبتمبر 1936.